# Frédéric Bulot
Frédéric Bulot (sinh ngày 27 tháng 9 năm 1990) là một cầu thủ bóng đá người Gabon.

## Đội tuyển bóng đá quốc gia Gabon
Frédéric Bulot thi đấu cho đội tuyển bóng đá quốc gia Gabon

## Thống kê sự nghiệp
| Đội tuyển bóng đá Gabon | Đội tuyển bóng đá Gabon | Đội tuyển bóng đá Gabon |
| Năm                     | Trận                    | Bàn                     |
| ----------------------- | ----------------------- | ----------------------- |
| 2014                    | 7                       | 0                       |
| 2015                    | 10                      | 0                       |
| 2016                    | 3                       | 0                       |
| 2017                    | 0                       | 0                       |
| 2018                    | 2                       | 0                       |
| 2019                    | 1                       | 0                       |
| Tổng cộng               | 23                      | 0                       |